# ハマる男に蹴りたい女
『ハマる男に蹴りたい女』（ハマるおとこにけりたいおんな）は、天沢アキによる日本の漫画作品。『Kiss』（講談社）にて、2021年7月号より2024年4月号まで連載。
2023年1月期にテレビ朝日系列でテレビドラマ化された。

## 登場人物
設楽紘一（したら こういち）
本作の主人公。31歳。大手飲料メーカーのエリート男子であったが事実上のリストラに遭い、妻からも逃げられてしまう。
自ら会社を辞め、友人から紹介された下宿・銀星荘の管理人に転身する。
西島いつか（にしじま いつか）
古株の下宿人。超ズボラな住人。

## 書誌情報
- 天沢アキ 『ハマる男に蹴りたい女』 講談社 〈KC KISS〉、全6巻
  1. 2022年1月13日発売[講 1]、ISBN 978-4-06-526510-9
  2. 2022年6月13日発売[講 2]、ISBN 978-4-06-528151-2
  3. 2023年1月13日発売[講 3]、ISBN 978-4-06-530113-5
  4. 2023年6月13日発売[講 4]、ISBN 978-4-06-531836-2
  5. 2023年12月13日発売[講 5]、ISBN 978-4-06-534055-4
  6. 2024年4月12日発売[講 6]、ISBN 978-4-06-535299-1

## テレビドラマ
2023年1月14日から3月18日まで、テレビ朝日系「オシドラサタデー」枠にて放送された。主演は藤ヶ谷太輔（Kis-My-Ft2）。

### キャスト

#### 主要人物
設楽紘一（したら こういち）〈31〉
演 - 藤ヶ谷太輔（Kis-My-Ft2）
本作の主人公。エリート男子社員であったが事実上のリストラに遭い、妻からも逃げられる。
自ら会社を辞めて、「銀星荘」の管理人に転身する。
西島いつか（にしじま いつか）〈26〉
演 - 関水渚
Web制作会社「コスモインデックス」勤務の仕事一筋のバリキャリ女子。しかし下宿の「銀星荘」では超ズボラな住人。

#### 銀星荘の住人
増田すず（ますだ すず）〈23〉
演 - 久保田紗友
健康食品の研究・開発職。理系女子。
佐久間ナオ（さくま ナオ）
演 - 西田尚美
バー「Dolce」のオーナー兼店長。紘一の幼馴染男子。
紘一に叔母が経営する「銀星荘」の管理人の仕事を紹介する。

#### カヅキビール
紘一が勤務していた大手飲料メーカー。
武田直樹（たけだ なおき）〈28〉
演 - 西垣匠
紘一の後輩。
土屋良介（つちや りょうすけ）〈31〉
演 - 田渕章裕（インディアンス）
紘一の同期。バー「Dolce」の常連客。突然会社を辞めた紘一を心配する。

#### コスモインデックス
いつかが勤務するWeb制作会社。
香取俊（かとり しゅん）〈26〉
演 - 京本大我（SixTONES）
いつかの同期。いつかに思いを寄せている。
友部ミチコ（ともべ ミチコ）〈26〉
演 - サーヤ（ラランド）
いつかの同期。
末永光太（すえなが こうた）〈23〉
演 - 金子隼也
いつかの後輩男子。いつかを尊敬する。

#### その他
設楽しま子（したら しまこ）
演 - 大地真央
紘一の母。食品会社「設楽グループ」の創業者。
澤部夏美（さわべ なつみ）
演 - 早見あかり（第6話 - ）
紘一の元妻。才色兼備な大人の女性。「銀星荘」に突如現れる。

### スタッフ
- 原作 - 天沢アキ『ハマる男に蹴りたい女』（講談社『Kiss』連載中）
- 脚本 - 関えり香
- 音楽 - 木村秀彬
- 主題歌 - Kis-My-Ft2「Lemon Pie」（MENT RECORDING）[11]
- 監督 - 片山修、中前勇児 、酒見顕守
- ゼネラルプロデューサー - 中川慎子（テレビ朝日）
- プロデューサー - 田中真由子（テレビ朝日）、尾花典子（ジェイ・ストーム）、平林勉（AOI Pro.）、藤島陽子（AOI Pro.）、小林麻衣子（テレビ朝日）
- 制作協力 - AOI Pro.
- 制作著作 - テレビ朝日、ジェイ・ストーム

### 放送日程
| 各話   | 放送日  | サブタイトル                               | 監督     |
| ------ | ------- | ------------------------------------------ | -------- |
| 第1話  | 1月14日 | 元エリート、下宿の管理人になる。           | 片山修   |
| 第2話  | 1月21日 | こんなの、ズルい…                          | 片山修   |
| 第3話  | 1月28日 | こいつが俺のライバルに…!?                  | 中前勇児 |
| 第4話  | 2月04日 | 三角関係ぼっ発!?恋の看病対決!!             | 中前勇児 |
| 第5話  | 2月11日 | 下宿にライバル入居!そして…                 | 片山修   |
| 第6話  | 2月18日 | ダブル結婚式!?元嫁来襲で四角関係!          | 酒見顕守 |
| 第7話  | 2月25日 | 押し倒したくなるのは管理人さんだけなんです | 中前勇児 |
| 第8話  | 3月04日 | オトナの恋は因縁を越える…!?                | 中前勇児 |
| 第9話  | 3月11日 | はじめてのお泊まり！デートは母親同伴!?     | 片山修   |
| 最終話 | 3月18日 | さよなら、管理人さん。                     | 片山修   |

### スピンオフドラマ
『ホメる男に知りたい女』（ホメるおとこにしりたいおんな）のタイトルで、3月4日正午より、動画配信サービス「TELASA」にて配信中。主演は京本大我。全3話。

#### キャスト（スピンオフドラマ）
香取俊
演 - 京本大我
増田すず
演 - 久保田紗友
末永光太
演 - 金子隼也
西島いつか
演 - 関水渚
佐久間ナオ
演 - 西田尚美

#### ゲスト（スピンオフドラマ）
森久保祥太郎
演 - 森久保祥太郎（本人）

#### スタッフ（スピンオフドラマ）
- 脚本 - 関えり香
- 監督 - 酒見顕守
- ゼネラルプロデューサー - 中川慎子（テレビ朝日）
- プロデューサー - 田中真由子（テレビ朝日）、尾花典子（ジェイ・ストーム）、平林勉（AOI Pro.）、藤島陽子（AOI Pro.）、小林麻衣子（テレビ朝日）
- 制作協力 - AOI Pro.
- 制作著作 - テレビ朝日、ジェイ・ストーム

#### 配信日程（スピンオフドラマ）
| 各話   | 配信日  | サブタイトル                           |
| ------ | ------- | -------------------------------------- |
| 第1話  | 3月04日 | 最強のコミュ力を持つ男、押し倒される。 |
| 第2話  | 3月11日 | 香取に新たな恋の予感…!?                |
| 最終話 | 3月18日 | 子犬系男子の別の顔                     |

### 映像ソフト
- 「ハマる男に蹴りたい女」Blu-ray、DVD BOX　発売日：2023年11月29日[16]

| テレビ朝日系列 オシドラサタデー                   | テレビ朝日系列 オシドラサタデー                  | テレビ朝日系列 オシドラサタデー                                |
| 前番組                                            | 番組名                                           | 次番組                                                         |
| ------------------------------------------------- | ------------------------------------------------ | -------------------------------------------------------------- |
| ボーイフレンド降臨! （2022年10月15日 - 12月17日） | ハマる男に蹴りたい女 （2023年1月14日 - 3月18日） | 帰ってきたぞよ!コタローは1人暮らし （2023年4月15日 - 6月10日） |

### 講談社コミックプラス
以下の出典は講談社コミックプラス（講談社）内のページ。書誌情報の発売日の出典としている。
1. 1 2 3  “『ハマる男に蹴りたい女（1）』（天沢 アキ）”. 講談社コミックプラス.   講談社. 2022年11月11日閲覧。
2. ↑  “『ハマる男に蹴りたい女（2）』（天沢 アキ）”. 講談社コミックプラス.   講談社. 2022年11月11日閲覧。
3. ↑  “『ハマる男に蹴りたい女（3）』（天沢 アキ）”. 講談社コミックプラス.   講談社. 2023年1月13日閲覧。
4. ↑  “『ハマる男に蹴りたい女（4）』（天沢 アキ）”. 講談社コミックプラス.   講談社. 2023年6月13日閲覧。
5. ↑  “『ハマる男に蹴りたい女（5）』（天沢 アキ）”. 講談社コミックプラス.   講談社. 2023年12月13日閲覧。
6. ↑  “『ハマる男に蹴りたい女（6）』（天沢 アキ）”. 講談社コミックプラス.   講談社. 2024年4月13日閲覧。